# Mörttjärnen (Forsa socken, Hälsingland)
Mörttjärnen är en sjö i Hudiksvalls kommun i Hälsingland och ingår i Delångersåns huvudavrinningsområde.